# Octavious Freeman
Octavious Freeman (* 20. April 1992 in Lake Wales, Florida) ist eine US-amerikanische Leichtathletin. Sie ist spezialisiert auf die Sprintdisziplinen.

## Werdegang
Freeman gewann 2012 sie bei den U23-Meisterschaften der NACAC in Irapuato über 100 Meter die Silbermedaille und mit der 4-mal-100-Meter-Staffel Gold.
Zu Beginn der Saison 2013 verbesserte sie ihre persönlichen Bestzeiten über 100 Meter auf 11,02 Sekunden und über 200 Meter auf 22,57 Sekunden. Bei den US-amerikanischen Meisterschaften 2013 in Des Moines verbesserte sie sich im Halbfinale auf 10,90 Sekunden und im Finale auf 10,87 Sekunden und wurde Zweite.
Bei den Weltmeisterschaften 2013 in Moskau erreichte sie das Finale über 100 Meter, das sie als Achte abschloss.